# Simalio petilus
Simalio petilus là một loài nhện trong họ Clubionidae.
Loài này thuộc chi Simalio. Simalio petilus được Eugène Simon miêu tả năm 1897.